# James Smith (boxeador)
James "Quebra-ossos" Smith (Magnolia, 3 de abril de 1953), é um ex-boxeador profissional americano, peso pesado que competiu de 1981 a 1999, e deteve o título da Associação Mundial de Boxe (WBA) de 1986 a 1987. Ele foi o primeiro campeão dos pesos pesados com um diploma universitário.